# Skål for Ida
|  | Denne artikel er oprettet af botten Steenthbot ud fra en ekstern database. Den kan derfor have sproglige fejl eller mangler. Denne skabelon kan fjernes efter kontrol af indholdet. |

Skål for Ida er en dansk kortfilm fra 2012 instrueret af Sarah Amalie Næsby og efter manuskript af Thomas Glud og Sarah Amalie Næsby.

## Handling
Ida har en fantastisk mor, bare ærgerligt at hun er alkoholiker. Idas far er langt væk i verden, men dybt inde i Idas hjerte. Han er indianer og bor i Amerika og Idas 10 års fødselsdag indledes med at sende en røgsky-invitation til ham fra altanen. Da gæsterne ankommer, gør Ida alt hvad hun kan for at skjule moderens last for dem. Moderen underholder med historier om Idas far, men snart bliver hun fuld og ubehagelig, og måske er den eneste, der kan hjælpe en indianer?